# 1. бригада копнене војске
Прва бригада Копнене војске састоји се од пешадијских, оклопно-механизованих, артиљеријских и артиљеријско-ракетних јединица ПВО, инжењеријских, логистичких и јединица везе.
Командант Прве бригаде КоВ је бригадни генерал Зоран Насковић.
Команда Прве бригаде КоВ налази се у Новом Саду, а јединице су стациониране у Бачкој Тополи, Сремској Митровици, Панчеву, Зрењанину и Новом Саду.

### Историјат
Прва бригада Копнене војске формирана је 31. јула 2006. године од јединица Новосадског корпуса и делова других јединица Војске Србије, односно Прве оклопне бригаде и два понтонска батаљона (402. понтб и 485. понтб).

### Организација и структура
Прва бригада Копнене војске састоји се од команде и 10 батаљона/дивизиона.
- 10. Командни батаљон
- 11. Пешадијски батаљон
- 111.Пешадијски батаљон
- 12. Самоходни хаубички артиљеријски дивизион
- 13. Дивизион СВРЛ (Самоходни вишецевни ракетни лансери)
- 14. ард за ПВД
- 15. Тенковски батаљон
- 16. Механизовани батаљон
- 17. Механизовани батаљон
- 18. Инжењеријски батаљон
- 19. Логистички батаљон

### Задаци
Задаци Прве бригаде КоВ:
- оспособљавање и увежбавање команди и јединица за извршавање наменских задатака,[1]
- припрема и ангажовање јединица за обезбеђење административне линије са Косовом и Метохијом и контролу Копнене зоне безбедности на југу Србије,
- припрема и ангажовање јединица за пружање помоћи цивилним властима у санацији последица евентуалних природних непогода и катастрофа.

### Наоружање
Наоружање којим располаже Прва бригада КоВ:
- 54-тенкa М-84
- 80-БВП М-80
- 18-самоходна хаубица 122 mm 2С1
- ~15-самоходни вишецевни лансер ракета 128 mm М77 „ОГАЊ“
- самоходно лансирно оруђе СЛО С-10М,
- 18-противавионски топ 40 mm Л/70 „БОФОРС“
- аутомобил оклопно извиђачки БРДМ-2
- пешадијско наоружање
- инжињеријске машине, опрема и средства.

### Обука
У команди и јединицама Прве бригаде реализује се обука свих родова и служби, а нарочита пажња посвећује се оспособљавању припадника извиђачких јединица, посада оклопних и механизованих јединица, послужилаца и послуга артиљеријских и артиљеријско-ракетних јединица ПВО и послужилаца инжењеријских средстава.